# Hersom Sogn
Hersom Sogn er et sogn i Viborg Østre Provsti (Viborg Stift).
I 1800-tallet var Klejtrup Sogn og Vester Bjerregrav Sogn annekser til Hersom Sogn. Alle 3 sogne hørte til Rinds Herred i Viborg Amt. Hersom-Klejtrup-Vester Bjerregrav var én sognekommune, men den blev senere delt i to så Klejtrup blev selvstændig. Ved kommunalreformen i 1970 blev begge sognekommuner indlemmet i Møldrup Kommune, som ved strukturreformen i 2007 indgik i Viborg Kommune.
I Hersom Sogn ligger Hersom Kirke og hovedgården Hersomgård.
I sognet findes følgende autoriserede stednavne:
- Hersom (bebyggelse, ejerlav)
- Neder Hvolris (bebyggelse, ejerlav)
- Troestrup (bebyggelse, ejerlav)
- Ørris (bebyggelse, ejerlav)